# Comuna Dagâța, Iași
Dagâța este o comună în județul Iași, Moldova, România, formată din satele Bălușești, Boatca, Buzdug, Dagâța (reședința), Mănăstirea, Piscu Rusului, Poienile, Tarnița și Zece Prăjini.

## Geografie

### Așezare
Teritoriul aparține sectorului vestic al Podișului Central Moldovenesc, cu o structură geologică formată din depozitele smarțianului mediu în facies de argile, marne, gresii și intercalații de nisipuri, exploatate local în cariere. El se află în extremitatea sud-vestică a județului, la limita cu județele Neamț și Vaslui, în zona de unde izvorăște râul Gârboveț (un afluent al Bârladului). Este străbătut de drumul județean DJ 280, care îl leagă spre nord în județul Neamț de Stănița și Bâra, și spre sud în județul Vaslui de Băcești (unde se termină în DN15D). La Dagâța, din acest drum se ramifică drumul județean DJ 246, care îl leagă spre est de Tansa și Țibănești. Prin comună trece și calea ferată Roman-Buhăiești, pe care este deservită de stația Dagâța și de halta de călători Piscu Rusului.
Comuna Dagâța se întinde pe o suprafață de 34 km² având ca vecini:
- la nord teritoriul comunei Stănița, Neamț;
- la sud teritoriul comunei Băcești, Vaslui;
- la est teritoriul comunei Tansa, Iași;
- la vest teritoriul comunei Poienari, Neamț.

### Relief
Cu o fragmentare deluroasă depășește 450 m (dealul Cetatea 467 m), cu versanții văilor afectați de procese active erozionale și alunecări de straturi. Solurile comunei sunt argiloiluviale brune pedyolite, cernoyiomuri levigate podzolice și cenușii închise. Pe șesuri domină solurile aluviale și lăcoviștele.

## Demografie
Componența etnică a comunei Dagâța
     Români (83,75%)
     Romi (6,72%)
     Alte etnii (0%)
     Necunoscută (9,52%)
Componența confesională a comunei Dagâța
     Ortodocși (88,77%)
     Alte religii (1,66%)
     Necunoscută (9,57%)
Conform recensământului efectuat în 2021, populația comunei Dagâța se ridică la 4.105 locuitori, în scădere față de recensământul anterior din 2011, când fuseseră înregistrați 4.599 de locuitori. Majoritatea locuitorilor sunt români (83,75%), cu o minoritate de romi (6,72%), iar pentru 9,52% nu se cunoaște apartenența etnică. Din punct de vedere confesional, majoritatea locuitorilor sunt ortodocși (88,77%), iar pentru 9,57% nu se cunoaște apartenența confesională.

## Politică și administrație
Comuna Dagâța este administrată de un primar și un consiliu local compus din 13 consilieri. Primarul, Mirel Damaschin[*], de la Partidul Național Liberal, este în funcție din 2004. Începând cu alegerile locale din 2024, consiliul local are următoarea componență pe partide politice:
|  | Partid                       | Consilieri | Componența Consiliului | Componența Consiliului | Componența Consiliului | Componența Consiliului | Componența Consiliului | Componența Consiliului | Componența Consiliului | Componența Consiliului |
|  | ---------------------------- | ---------- | ---------------------- | ---------------------- | ---------------------- | ---------------------- | ---------------------- | ---------------------- | ---------------------- | ---------------------- |
|  | Partidul Național Liberal    | 8          |                        |                        |                        |                        |                        |                        |                        |                        |
|  | Partidul Social Democrat     | 4          |                        |                        |                        |                        |                        |                        |                        |                        |
|  | Partida Romilor „Pro Europa” | 1          |                        |                        |                        |                        |                        |                        |                        |                        |

## Istorie
Urmare a reorganizării administrative după apariția Legii comunale din 31 martie 1864, comuna Dagâța făcea parte din plasa Siretul de Sus a județului Roman și era formată din satele Dagâța (reședința), Rusanu și Botca.. La începutul secolului al XX-lea, comuna este menționată cu numele Dagîța făcea parte din aceeași plasă și era formată din satele Dagîța (reședința), Bălușeștii Mici, Boatca, Ciurea, Crucea-Roșie, Holm, Mănăstirea, Piscu-Rusului și Vovriești, având în total 2216 locuitori ce trăiau în 555 de case. În comună existau cinci biserici.
Anuarul Socec din 1925 o consemnează în aceeași plasă, având 2618 locuitori în satele Bălușești-Mici, Boatca, Ciurea, Crucea-Roșie, Dagâța, Lingurari, Mănăstirea, Ursari, Piscu Rusului, Vovriești și Zece Prăjini. Până în 1931, satele Lingurari și Ursari au fost comasate într-un unic sat, Lingurari-Ursari. Prin Decretul Regal nr. 2465 din 25 septembrie 1925 satul Boatca apare sub numele Botea, satul Crucea-Roșie iese din compunerea comunei și intră satul Lingurari-Ursari, satul Holm intră în componența comunei Poienari iar Piscu-Rusului trece la comuna Stănița.
În 1950, comuna a fost transferată raionului Negrești din regiunea Iași, iar în 1964 satul Lingurari-Ursari și-a schimbat denumirea în Poienile. În 1968, comuna a fost transferată la județul Iași, în alcătuirea actuală, după ce satul Vovriești a trecut la comuna Băcești din județul Vaslui.

## Monumente istorice
Cinci obiective din comuna Dagâța sunt incluse în lista monumentelor istorice din județul Iași ca monumente de interes local. Trei dintre ele sunt situri arheologice — situl de la „Cetatea Mare” („Cetatea Gârbești”), aflat la 3 km nord-nord-est de satul Boatca, cu vestigii din eneolitic (cultura Cucuteni, faza A); situl de pe „Dealul Țintirim II” din marginea de sud-est a satului Dagâța, cuprinzând așezări din perioada Latène (cultura geto-dacică), secolele al VIII-lea–al X-lea, secolul al XI-lea (Evul Mediu Timpuriu) și secolele al XVI-lea–al XVII-lea; și situl de „la Saivane” (300 m de marginea de sud-est a satului Dagâța, sit format din urmele unei așezări din secolul al II-lea î.e.n. (perioada Latène) și din ruinele unei biserici medievale.
Celelalte două sunt clasificate ca monumente de arhitectură: Conacul „V. Tăutu” (prima jumătate a secolului al XIX-lea) din satul Dagâța; și Biserica de lemn „Sfântul Ioan Botezătorul” (1723) din satul Mănăstirea.

## Economie
Are caracter agricol orientat pe cultura cerealelor, plantelor tehnice, zootehnie, iar în viitor pe cereale, lapte și struguri. Din suprafața fondului funciar (4.590 ha), terenul agricol ocupă peste 3186 ha, iar arabilul (2.124 ha). În arabil o pondere mare o au pădurile (peste 1050 ha), pășunile (716 ha), fânețele naturale (196 ha); livezile ocupă 92 ha și viile 58 ha.